# Sanata

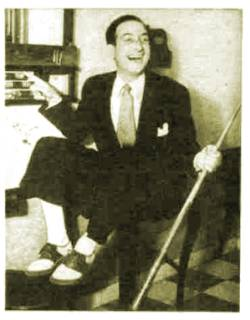
Fidel Pintos (1905-1974), inventor de la sanata.

La sanata es un género humorístico inventado por el exitoso comediante argentino Fidel Pintos, que consiste en monologar largamente con murmullos y palabras inconexas y sin sentido, pero manteniendo la postura y dando la apariencia de que se trata de pensamientos profundos y coherentes. Por extensión el término se incorporó al lunfardo, para denominar toda forma de hablar confusa e incomprensible, en la que se expone un argumento sin sentido ni ideas claras; una manera de hablar sin decir nada, pero con el fin de que el interlocutor piense que se ha dicho algo.

## Origen de la sanata
En la década de 1930, conocida en la Argentina como Década Infame, época de crisis y grandes necesidades económicas, Fidel Pintos, un joven actor desocupado, comenzó a ganarse la vida trabajando como animador de bailes y orquestas de tango. En esa función, cuando no recordaba lo que debía decir, Pintos comenzó a utilizar una forma de oratoria aparente, en la que utilizaba murmullos y palabras al azar, sin sentido alguno, pero manteniendo un tono y una postura completamente formal y seria, lo que llevaba a que los espectadores no percibieran ninguna anomalía.
A fines de la década, mientras trabajaba en el auditorio del sindicato de choferes de transporte público automotor (UTA), luego de la función, Fidel Pintos se dirigió a beber unas copas, divirtiendo a los oyentes con su modo de "hablar sin decir nada", a tal punto que estos le insistieron al concesionario del lugar, para que lo contratara como humorista. Ese fue el primer empleo de Fidel Pintos como comediante y la fecha de nacimiento de la sanata, como género humorístico.
Fidel Pintos difundió y popularizó el "arte de la sanata" en sus actuaciones, especialmente en los programas televisivos La peluquería de don Mateo, Polémica en el bar y El Botón.

## Similitudes y diferencias
La sanata ha sido comparada con otras acciones similares, como el "camelo" o el localismo español "camama". Sin embargo estas dos acciones se diferencian de la sanata, en que tienen como fin engañar a alguien, a diferencia de la sanata. La sanata tiene también gran similitud con lo que en inglés estadounidense se denomina "mumbo jumbo".
La "sanata" también está emparentada con el "verseo" o "chamuyo", una habilidad asociada con la condición de porteño que consiste en seducir con las palabras, más allá de las razones.